# Gedera
Gedera (hebr. גדרה; arab. قطرة يهود, pol. Ogrodzone [miasto]) – samorząd lokalny położony w Dystrykcie Centralnym, w Izraelu.
Leży w Szefeli, w otoczeniu miasteczka Bene Ajisz, moszawów Kidron, Bet Chilkijja, Bene Re’em, Chacaw, Meszar, Kefar Mordechaj, Bet Gamli’el, Bet Elazari, kibucu Chafec Chajjim, oraz wioski młodzieżowej Kannot. Na północny wschód od miejscowości znajduje się Baza lotnicza Tel Nof, należąca do Sił Powietrznych Izraela. Na północ i południe od miejscowości znajdują się dwie tajne bazy wojskowe Sił Obronnych Izraela.

## Historia
Pierwotnie znajdowało się tutaj starożytne miasto HaGdera (pol. Ogrodzone miasto) albo inne biblijne miasto nazwane Gderot (pol. Ogrodzenia). W pobliżu ruin tego starożytnego miasta, na wzgórzach porośniętych lasem, w 1884 powstała nowa osada rolnicza, którą założyli żydowscy imigranci z Rosji. W 1912 dołączyła do nich grupa imigrantów z Jemenu.

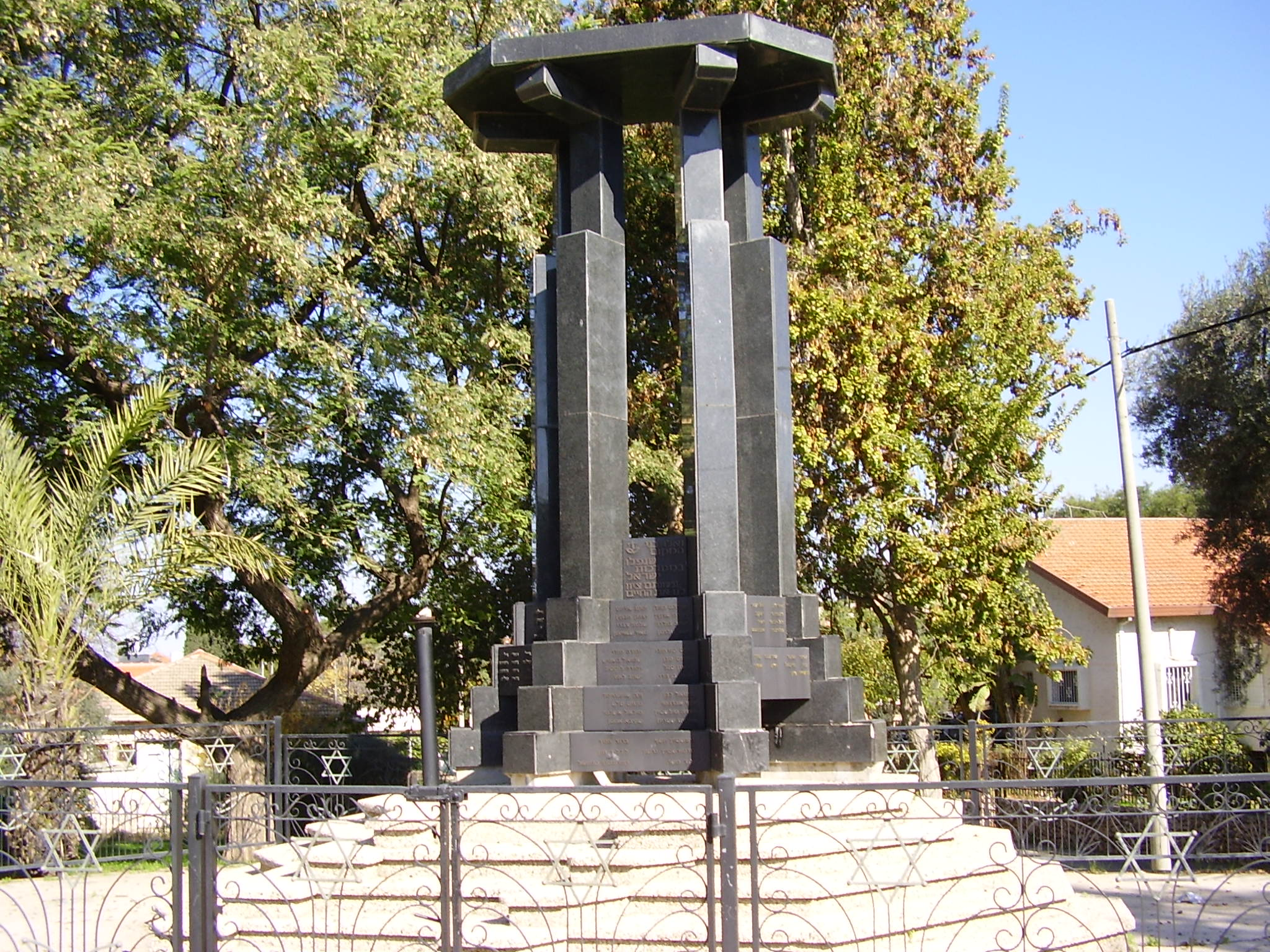
Pomnik poległych żołnierzy w Gederze

Mieszkańcy moszawu utrzymywali się z rolnictwa i uprawy winorośli. Później rozpoczęto hodowlę cytrusów. Pod brytyjskim protektoratem Gedera była znana ze swojego czystego powietrza. Z tego powodu było to popularne miejsce wypoczynku i rekreacji. W latach 30. XX wieku wybudowano centrum lecznicze chorób płuc oraz sanatoria.
Podczas wojny domowej w Mandacie Palestyny w latach 1947-1948 osada była napadana przez Arabów z sąsiedniej arabskiej wioski Kfar Qatra (arab. قطرة). Podczas wojny o niepodległość wioska została zdobyta 17 maja 1948 przez żydowskie oddziały Hagany. Mieszkańcy wioski uciekli, a ich domy zostały zniszczone.
Na miejscu zniszczonej arabskiej wioski powstały później domy położone w północnej części Gedery oraz sąsiedni moszaw Kidron. W 1949 Gedera otrzymała status samorządu lokalnego. W następnych latach osiedlili się tutaj liczni imigranci z Rumunii, Polski, Iraku, Egiptu, Maroka, Indii, Iranu i Libii.
W 2009 miasteczko padło ofiarą terrorystycznego ostrzału rakietowego prowadzonego przez palestyńską organizację Hamas ze Strefy Gazy.

## Demografia
Zgodnie z danymi Izraelskiego Centrum Danych Statystycznych w 2008 roku w mieście żyło 18 tys. mieszkańców, wszyscy Żydzi.
Populacja miasta pod względem wieku:
| Wiek (w latach) | Procent populacji w % |
| --------------- | --------------------- |
| 0-4             | 12,8%                 |
| 5-9             | 10,8%                 |
| 10-14           | 8,5%                  |
| 15-19           | 7,5%                  |
| 20-29           | 12,0%                 |
| 30-44           | 22,7%                 |
| 45-59           | 12,8%                 |
| ponad 60        | 13,0%                 |

Źródło danych: Central Bureau of Statistics.
Miasteczko posiada następujące osiedla mieszkaniowe: Katra, Neve Shulamit, Neve Mosze, Neve Syjon, Neve Szelomo, Lev Gedera, Kfar Uriel, Shchunat HaPoalim, HaMoszawa, HaMoszawa HaGermanit, Givat Hariyot, Emek HaNesher, Nofesh, Azorei Gedera, ReShafim, Tsameret Gedera, Ahuzat Gedera oraz Gedera HaTseira.

## Edukacja
Wśród tutejszych szkół są między innymi: Nir, Pines i Re'ut. W południowej części miasteczka znajduje się Instytut Edukacyjny Kfar Eliyahu.

## Kultura
W mieście znajduje się Muzeum Historii Gedery i Ruchu Bilum (ang. The Museum Of The History Of Gedera And The Biluim).

## Służba zdrowia
W miasteczku znajduje się szpital Harzfeld Geriatric Medical Center.

## Komunikacja
Wzdłuż południowej granicy miejscowości przebiega autostrada nr 7  (Gedera-Jad Binjamin), brak jednak możliwości bezpośredniego wjazdu na nią. Z Gedery wyjeżdża się czterema drogami na drogę ekspresową nr 40  (Kefar Sawa-Ketura), którą jadąc na południe dojeżdża się do autostrady nr 7 i drogi ekspresowej nr 41  (Aszdod-Gedera), lub jadąc na północ dojeżdża się do moszawu Bet Elazari. Lokalne drogi prowadzą na wschód do moszawu Kidron i na zachód do moszawu Meszar.

## Miasta partnerskie
- Valence, Francja